# Балійці
Балі́йці (балійською Ânak Bali, Wång Bali, Kramâ Bali, індонез. Suku Bali) — народ в Індонезії, на острові Балі.
Особливості історичного розвитку Балі сприяли формуванню на острові специфічного суспільства, відмінного від решти індонезійців. Балійці — єдиний великий народ архіпелагу, в середовищі якого очевидними є залишки індонезійської індуїстської культури.

## Розселення і чисельність
Живуть на острові Балі, кількох сусідніх невеликих островах та на заході острова Ломбок, є також окремі поселення балійців на острові Ява. За межі свого острова балійці виїжджають у пошуках роботи та для отримання освіти. Є серед них і трансмігранти, що за державними програмами переселилися в інші регіони країни (Суматра, Калімантан, Сулавесі).
За даними перепису населення 2010 року в Індонезії проживало 3 946 416 балійців (1,67 % населення країни), більшість у провінції Балі — 3 336 065 осіб (85,97 % її населення й 84,53 % всіх балійців). За межами Балі найбільші групи народу знаходяться в провінціях Західна Нуса-Тенґара (до її складу входить острів Ломбок) — 119 407 осіб (2,66 % населення провінції) Центральний Сулавесі — 115 812 осіб (4,41 %) та Лампунг (на півдні острова Суматра) — 104 810 осіб (1,38 %).

## Мова
Балійська мова належить до балі-сасацької групи західної гілки малайсько-полінезійських мов. Вона виявляє фонологічну схожість з мовами східної Індонезії, але зазнала сильного лексичного й літературного впливу з боку яванської мови. Відчувається також вплив індійських мов, зокрема санскриту, як прямий, так і через яванську мову, що пов'язане з релігією балійців.
Балійська мова поділяється на кілька діалектів. Мова горян зазнала менше зовнішніх впливів.
Існує також кілька рівнів балійської мови: алус (alus, «висока мова»), мадія (madia, «середня мова») та касар (kasar, «груба мова»). Ці рівні вимагають використання певної лексики залежно від належності людини до конкретної касти, ставлення до співрозмовника, теми, яка обговорюється. Для деяких лексичних одиниць існує дев'ять рівнів. Найдетальнішими відмінності між рівнями є в плані використання слів, що позначають частини людського тіла та їхні функції.
Найдавніші написи, знайдені на Балі, датуються VIII ст. Вони виконані санскритом та давньобалійською мовою. Балійська абетка походить від південноіндійського письма паллава. Давньобалійська мова містила багато санскритської лексики.
Сучасна балійська писемність використовує латинську абетку.
Говорять також індонезійською мовою.

## Релігія

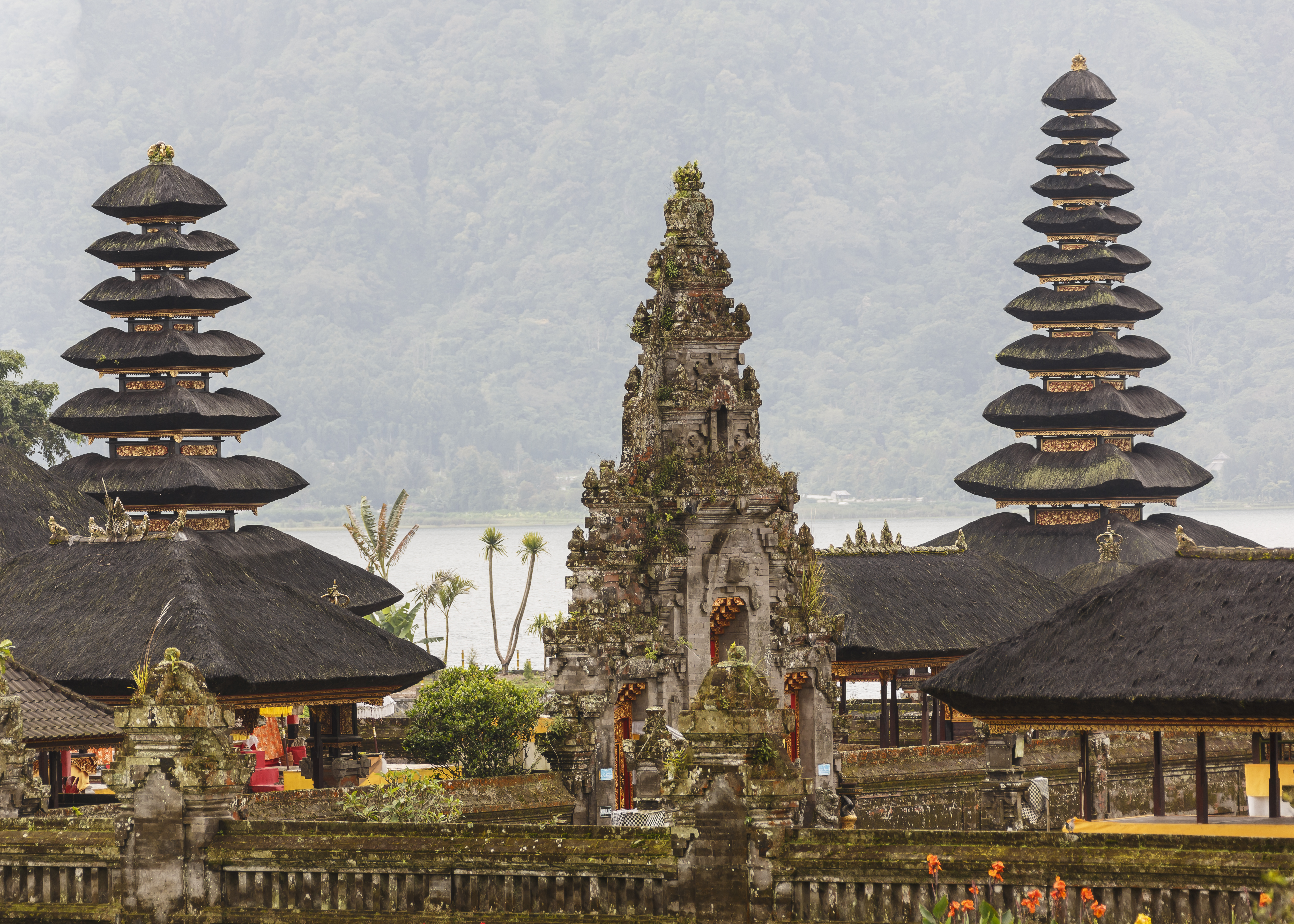
Буддійський храм на острові Балі.

Релігія відрізняє балійців від більшості народів Індонезії. Вони сповідують місцевий варіант індуїзму, відомий як Дхарма (індонез. Agama Hindu Dharma). Він має індійське походження, але увібрав у себе велику кількість місцевих традиційних вірувань. Характер і світогляд народу, їхня культура та побут визначаються індуїстською вірою. В той же час, у релігійному житті балійці виявляють велику толерантність та плюралізм.
За даними перепису населення 2010 року 83,46 % жителів провінції Балі дотримувалось індуїзму. Це 3 247 283 особи або 80,94 % від загальної кількості 4 012 116 індуїстів в Індонезії.
Балійській індуїзм заснований на священному понятті Всемогутнього Бога (г'янг-відхі, індонез. Hyang Widhi) та концепції Тримурті, яка визначає існування Всемогутнього Бога в трьох формах: Брахма (творець), Вішну (захисник) та Шива (руйнівник). Крім того, існує цілий ряд нижчих божеств. Усіх їх шанують, проводячи різні церемонії та роблячи приношення. Особливо популярним є культ Шиви. Важливе місце займає також культ предків. Крім того, шанують сили природи: батька-небо, матір-землю, духів гір, води, каменю та ін.
Балійці надають важливого значення концепціям вічної душі (атман), існування зв'язку між кожною дією та її наслідками (кармапала), відродження душі (пурнабава) та свободи душі від циклу перероджень (мокша). Існує релігійна література, що містить численні вказівки щодо проведення релігійних практик, збірки мантр, різноманітні закони, прозу та поезію, взяті з епосів Магабгарата та Рамаяна тощо.

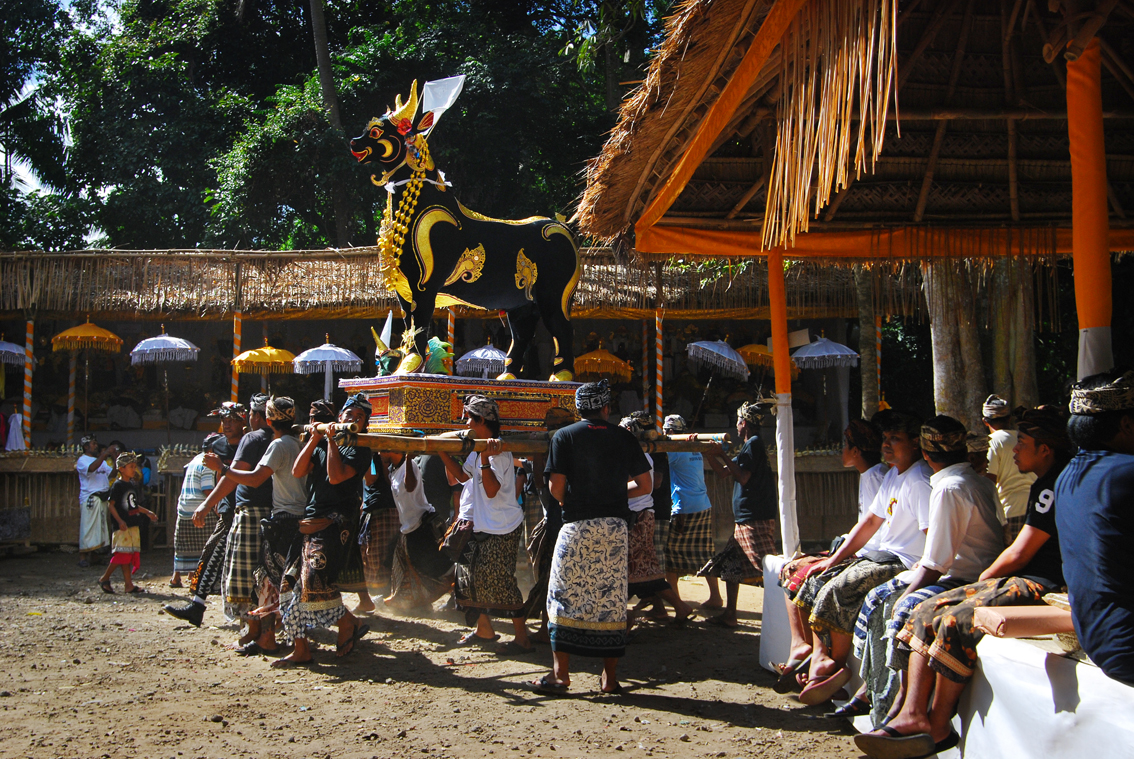
Балійська церемонія кремації

На Балі нараховується багато тисяч храмів (пура) різного призначення та розмірів. Вони поділяються на громадські храми та храми для поклоніння предкам родини. Мережа громадських храмів побудована за адміністративно-територіальним принципом, вони існують на рівні округу, району, села. Храми предків також мають рівні й засновані на генеалогічному принципі, є сімейні й родові храми. Кожен храм має власний графік проведення свят і ритуалів.
Кожна храмова конгрегація проводить періодичні ритуали, щоб заспокоїти надприродні сили й догодити їм і таким чином захистити мир і процвітання своєї групи. Балійці роблять підношення своїм предкам, духам, пов'язаним з певними місцями, та іншим надприродним силам. Існує дві категорії жерців: педанда і пемангку. Перші походять лише з касти брахманів, вони керують храмовими церемоніями й користуються високим авторитетом у суспільстві. Пемангку — це жерці з народу, вони виконують ритуали лише для людей зі своєї або нижчої касти.
Значне місце в балійській вірі належить ритуальним аспектам. Традиційними обрядами відзначають усі важливі етапи життя балійця від його народження до його смерті. Кремація померлого (нгабен, палебон) — це велелюдне свято, центральне місце в якому займає урочиста хода з музикою й танцями. Вважається, що після кремації душа померлого відходить у вічне життя, а плач може завдати їй шкоди.
В балійській системі вірувань дуже важливим є поняття напрямку. Речі, які вважаються священними, розташовуються з боку гори (каджа), тоді як звичайні, неважливі речі — з боку, що виходить до моря (келод). Для жителів південних районів острова каджа означає «північ», а келод — «південь», для жителів північних районів — навпаки. Цей дуалізм виявляється також у плануванні сіл та окремих садиб. Головний сільський храм завжди розташовується з боку гори.

## Історія
Археологічні знахідки, давні написи, літературні та усні історичні розповіді свідчать, що починаючи з V ст. балійці активно контактували з вихідцями з Яви. Чужинці принесли на острів нові релігії (індуїзм та буддизм) та політичні структури. В XI ст. Ерланга, син балійського магараджи та доньки магараджи яванського Матараму, став першим правителем, який об'єднав Балі зі східною Явою. Протягом наступних трьох століть балійці перебували під владою яванських держав, зокрема й індуїстської імперії Маджапагіт. Після падіння останньої від рук мусульманських військ у 1515 році багато яванської індуїстської еліти втекло на Балі, де вони зміцнили місцеві індіанізовані державні й культурні традиції, що не зазнали ісламського впливу.
На Балі утворилося з десяток князівств, одні з них періодично домінували над іншими. До середини XIX ст. острів перебував поза увагою голландських колонізаторів, адже не мав хорошої гавані, яка могла б стати одним із опорних пунктів торговельного шляху. Лише 1855 року на північ Балі прибув перший постійний голландський чиновник, і після цього колоніальний контроль над островом посилився. Спочатку голландці закріпилися на півночі, а в 1906—1908 рр. вони завдали поразки південнобалійським князівствам і поширили свою владу на весь острів.
Голландське правління тривало до японської окупації острова під час Другої світової війни (1942—1945). Після закінчення війни та виводу японських військ на острові точилися бої між прибічниками незалежної Індонезії та силами, які намагалися відновити голландське колоніальне панування. З 1958 р. Балі — одна з провінцій Індонезії.

## Господарство

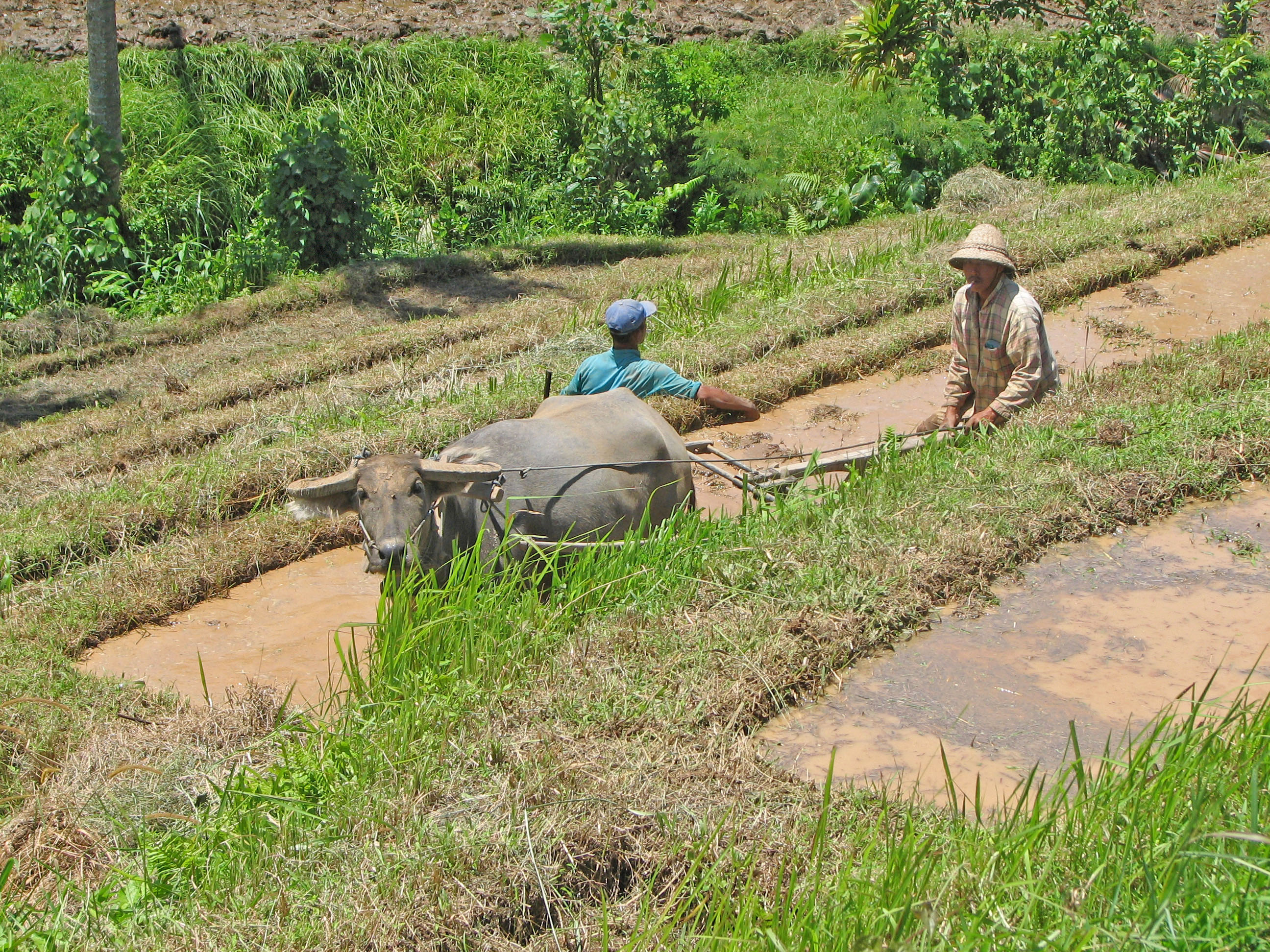
Рисове поле на Балі

Абсолютна більшість балійців є сільськими жителями, а їхнім основним заняттям — землеробство. Головною культурою є рис. Використовують дві системи рисівництва: тулаксумур (безперервне вирощування вологого рису в монокультурі) та кертамаса (посіви рису перемежовуються з іншими культурами, за обмеженої кількості води).
За системою тулаксумур рис вирощують на заливних полях, часто розташованих терасами на схилах гір. Існує складна зрошувальна система полів. Вода від дамби надходить у головний канал, від якого через десятки малих каналів вона потрапляє на окремі поля. Зазвичай збирають два урожаї на рік. Балійська система вологого вирощування рису має багатовікові традиції. Вона передбачає кооперацію селян, що називається субак. Під цією назвою об'єднуються всі господарства, що отримують воду від однієї дамби. Субак має своїх керівників, які займаються адміністративними питаннями й отримують за це платню. Спільною відповідальністю такого об'єднання є розподіл води, підтримка систем зрошення, розчищення каналів тощо. Субак — це не лише господарська спілка, а й релігійна група, яка разом проводить церемонії, пов'язані із сільськогосподарськими роботами; храми стоять прямо посеред полів. Людина, що володіє рисовими полями в кількох селах, може бути членом декількох субаків.
Більшість сільськогосподарських робіт виконується силами нуклеарної або розширеної сім'ї, вона в балійців є основною виробничою одиницею. Під час обробітку землі, посадки рису, збирання врожаю залучають додаткову робочу силу, такі роботи виконують методом толоки (нгаджаканг) або наймають людей за платню (нгупаганг). На невеликих сімейних полях, розташованих терасами на крутих схилах гір, найчастіше плуги тягнуть буйволи. Використання механізованої техніки можливе лише на рівнинних ділянках. Уряд Індонезії стимулює впровадження сортів рису, які дозволяють у певних районах отримувати три врожаї на рік. Також уряд контролює ціну на рис і скуповує надлишок урожаю.
Вирощують також кукурудзу, бобові, чай, каву, какао, тютюн, цукрову тростину, овочі (батат, цибуля, часник, баклажани), фрукти (ананаси, манго, апельсини, лимони, кавуни, папая, дуріан, джамбу та ін.), спеції (перечне дерево, гвоздика, імбир тощо). На заході острова основною товарною культурою є кава, на півночі — апельсини. Садиби балійців оточують гаї з кокосових пальм і хлібних дерев. Розвинене квітникарство.
Фермери, що займаються вирощуванням гвоздики, об'єднуються в спілки на кшталт фермерів-рисівників. Вони звуться субак-абіан. Члени такої спілки також мають своє керівництво, вони об'єднують свої зусилля для організації поливу полів, підживлення рослин, знищення шкідників, збирання врожаю. Важливим є релігійний аспект діяльності субак-абіан, люди разом проводять церемонії, а керівництво виховує членів спілки підтриманню гармонії в стосунках із природним середовищем.
Розводять у великій кількості свиней, а також велику рогату худобу (корів, буйволів), кіз, коней, качок і курей. Бики та буйволи використовуються як тяглова сила. Півнів розводять спеціально для боїв, їх виставляють битися на арені, чіпляючи до ніг залізні шпори; це популярна розвага для чоловіків. Тримають собак. Рибальство мало поширене. Балійці бояться виходити в море, остерігаючись морських духів. Натомість ловлять рибу в річках і на рисових полях.

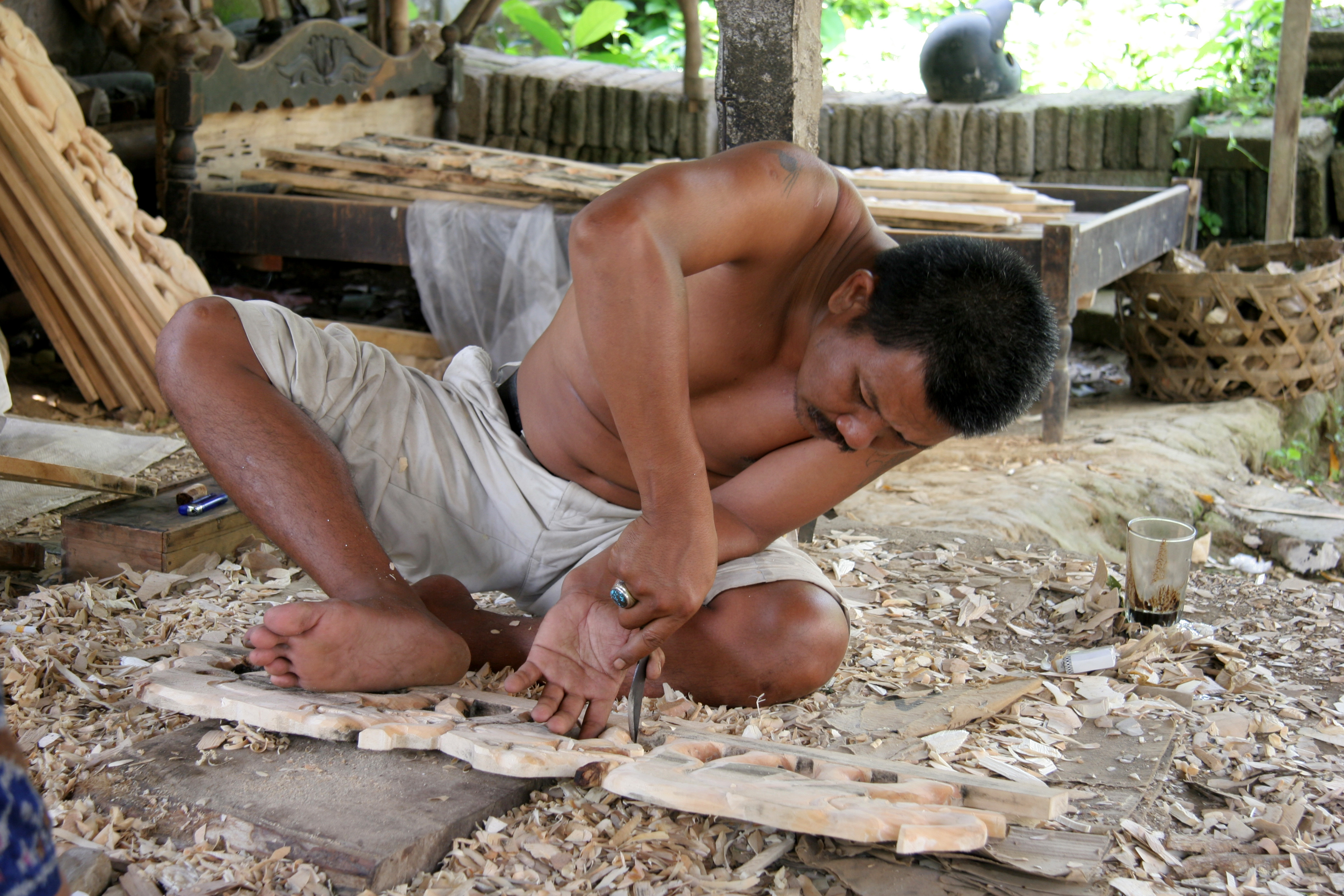
Балійський різьбяр по дереву

На Балі немає важкої промисловості й мало підприємств легкої промисловості. Натомість поширені домашні ремесла: ткацтво, гончарство. Багато видів ремесла важко відділити від мистецтва. Це стосується різьблення по дереву й каменю, місцевих ювелірних виробів із золота та міді. Розвинулись унікальні техніки та мотиви ткацтва. Балійські ремесла тісно пов'язані з релігійними, соціальними, життєвими позиціями та моделями. Високого розвитку досягла балійська архітектура, місцеві будівельники зводять житло, храми, палаци, сільські громадські будівлі.
Важливе місце займає торгівля. В містах нею займаються золотарі, кравці та інші ремісники. В кожному місті є базар, де продають овочі, фрукти та інші харчові продукти, а також курей, свиней тощо. Такі базари почергово організуються також у деяких селах. Селяни, часто жінки, приносять сільськогосподарські товари на продаж і повертаються додому з промисловими товарами, а тоді продають їх у маленьких крамничках або просто ходять з товаром від хати до хати. Час від часу до сіл приїздять професійні торговці, щоб закупити тут продукти або ж продати тканини, мило, ліки тощо. Чоловіки торгують худобою.
Також балійці працюють у державних установах та в школах. Хоча Балі є великим туристичним центром, більшість місцевих жителів не бере участі в цій галузі. Проте туризм стрімко розвивається, і все більше балійців наймається працювати в готелях, ресторанах, туристичних агенціях, гідами, в художніх магазинах, на транспорті, демонструють туристам своє виконавське мистецтво, але найбільше з цією галуззю пов'язані ремісники. В туристичних районах різьбярі та художники продають свої вироби туристам, часто здають їх на реалізацію в художні лавки.

## Побут і традиції
Балійські села мають лінійне планування й складаються з окремих садиб (пекаранган), які оточені глухими стінами й стоять рядами вздовж вулиці. Садиби згруповані в квартали (банджари). Головна вулиця проходить з півночі на південь, інші перетинають її під прямим кутом. У кожному селі є один або декілька храмів (пура), школа, громадський будинок (балай). У центрі села знаходиться майдан, де проводять важливі церемонії. Межі між селами та окремими садибами мають природний характер.
Балійська садиба — це комплекс житлових, господарських і культових споруд, огороджений очеретяною стіною з вузькими воротами. Тут проживає окрема родина. Її внутрішнє життя захищене від чужого ока. Кожне житлове приміщення — це окрема споруда (бале), прямокутна в плані, складається з однієї кімнати, стоїть на фундаменті з каменя, цегли або глини, має одну або дві глиняні стіни (з інших боків бале лишається відкритим) і двосхилий дах, критий соломою. Окремими будівлями є кухня (паон), зерносховище (джиненг або келумпу). Обов'язковою складовою балійської садиби є сімейний храм, спеціальні місця відведенні для моління, для церемоніальних приготувань, для жертвопринесень, для проведення обрядів. Архітектура та планування житлового комплексу тісно пов'язані з балійською системою вірувань, цінностей та релігійних норм.
Традиційний одяг балійців складається з полотнища барвистої тканини, яке тісно обв'язують навколо тіла. Основним матеріалом є яванський батик. Жінки носять багато прикрас.
Основу балійського раціону складає рис із приправами, їдять свинину, домашню птицю, комах, фрукти. Делікатесом вважається м'ясо кабанів, кажанів, великих ящірок.
Балійці мають багато дуже складних церемоній, які можна розділити на 5 категорій: церемонії життєвого циклу (манусія-ядня), церемонії, присвячені предкам (путра-ядня), церемонії шанування богів (дева-ядня), церемонії, пов'язані з висвяченням священиків (ресі-ядня), та церемонії, спрямовані на заспокоєння потривожених духів (бута-ядня). Церемонії життєвого циклу охоплюють всі важливі етапи життя людини, від її народження до смерті. Вони можуть відрізнятися залежно від місцевості та рівня касти. Відзначають народження дитини, дванадцять, сорок два, сто п'ять, двісті десять днів від народження. Коли дитині виповнюється 105 днів, їй дають ім'я, на 210 днів вперше обрізають волосся. Спеціальну церемонію проводять після досягнення дитиною повноліття. Дуже важливою вважається шлюбна церемонія (масакапан), вона забарвлена священними обрядами та святковими вечірками.
Проте найважливішою з цієї категорії є церемонія кремації померлого (нгабен). Смерть людини вводить сім'ю небіжчика в «брудний стан» (себел). Ритуал вимагає, щоб тіло померлого пройшло серію обробок (сава-претека) та низку інших церемоній. Відповідно до релігійних вірувань індуїстів, людину необхідно повернути до її джерела, при цьому душа небіжчика має бути очищена. Живі нащадки повинні виконувати ритуали, які мають забезпечити переміщення душі померлого через загробне життя до відродження в новонародженому члені родини. Підготовкою та проведенням церемоній займаються мешканці відповідного банджара разом. Масштаб і складність поховальних обрядів залежить від належності до певної касти, статків та престижу небіжчика.
Релігійні ритуали проводяться на Балі в кілька циклів, найважливішим є шестимісячний, тобто кожні шість місяців у кожному храмі проводять особливий великий ритуал. Щедрі жертви місцевим богам приносять під час проведення землеробської церемонії банью пінарух. Галунган — це велике храмове та сімейне свято, коли, за переказами, духи предків сходять з неба до своїх дітей та онуків, а ті спеціально готують для них урочисте частування.
Щороку балійські індуїсти відзначають Ньєпі — Новий рік за місячним календарем Сака і свято приходу весни, зазвичай він припадає на березень місяць. Проводять низку обрядів очищення, які мають зробити всесвіт чистим, гармонійним і врівноваженим. Завдяки цій церемонії люди сподіваються, що світ буде вільний від катастроф, хаосу та війни, й вони житимуть у в достатку, вільні від невігластва та злиднів. За 2 дні до свята проводять очищення всіх молитовних приміщень та всієї атрибутики, що буде використовуватись при проведенні Ньєпі. За день до свята приносять у жертву тварин: забивають буйвола, ріжуть качку або курку. В день самого свята люди дотримуються правил утримання (берата): не розпалюють вогонь, не працюють, не подорожують, не розважаються й не радіють, утримуються від поганих слів і думок, гніву та жадібності. Перебуваючи в мирному, тихому й святому місці, люди бачать божественне світло, слухають голос серця, голоси сутності природи, їхня душа звертається до Єдиного Бога. Наступного дня люди повертаються до своїх звичайних справ. 1983 року уряд Індонезії оголосив Ньєпі державним святом.
Найпопулярнішою розвагою балійців є півнячі бої.
Державна медична допомога доступна для жителів Балі й широко використовується, проте все ще важливою лишається роль народних цілителів. Місцева медицина вважає, що хвороба чи інші нещастя можуть бути спричинені розлюченими духами чи предками, чаклунством або дисбалансом у стосунках між людьми чи людьми й природою. Коли сучасні ліки виявилися неефективними, вдаються до засобів традиційної медицини.

## Суспільство
Основу балійського суспільства становить сільська громада, що зветься деса. В економічному плані це цілком автономна територіальна одиниця.
Балійці розрізняють традиційні села (деса-адат) та офіційні села (деса-дінас). Офіційні села існують у рамках адміністративно-територіального поділу Індонезії й підпорядковуються районній, далі окружній та провінційній адміністрації. Очолює деса-дінас сільський голова — державний чиновник, якого називають пербекел. Важливішим для балійців є традиційне село, по суті це не територіальна одиниця, а громада, члени якої разом живуть і спільно проводять релігійні церемонії в головному сільському храмі. На чолі деса-адат стоїть традиційний голова (келіан-адат або бандеса-адат), який обирається загальними зборами громади (керама-деса) на невизначений термін. Обидві інституції співіснують. Офіційне село може співпадати з традиційним, але зазвичай включає кілька традиційних сіл, проте є й випадки, коди одне традиційне село поділяється на кілька офіційних. Село поділяється на кілька банджарів, орієнтованих на спільну соціально-економічну діяльність.
Балійці є єдиним народом в Індонезії, чиє суспільство має кастову структуру. Система балійських каст зветься тривангса (буквально «три касти») й відображає поділ балійської аристократії на брахманів (каста жерців), ксатріїв (каста правителів) та весіїв (каста воїнів). Ритуальна практика закріплена за священниками з касти брахманів, натомість більшість ксатріїв та весіїв тепер є землеробами або торговцями. Тривангса встановлює певний бар'єр між аристократією та рештою населення (каста судрів), але він не такий жорсткий, як у Індії. Основна маса балійців (понад 90 %) — це судри, яких часто вважають за таких, що не належить до жодної з каст (джаба-вангса). Замкнену касту утворюють лише ковалі (панде весі).
Найменшою одиницею суспільства є нуклеарна сім'я (курен). Домогосподарство складається з чоловіка, дружини, дітей, бабусь і дідусів по батькові та неодружених братів і сестер. Це група родичів, що разом працюють і харчуються з одного столу. Про дітей піклуються батьки, бабусі, дідусі, старші брати та сестри. До них ставляться з великою любов'ю. Хлопчиків вчать бути жвавими та здібними, а дівчат — відповідальними та привабливими.
Походження визначається за батьківською лінією (пураса). За патрилінійним принципом побудовані також розширені сім'ї (дадія) й система соціальної стратифікації (поділу на касти). Шлюб патрилокальний. Спадщина також передається за батьківською лінією. Хату успадковує один із синів, який потім несе відповідальність за старих людей або братів і сестер, які продовжують у ній жити. Чоловік, що не має синів, може вибрати дочку як спадкоємицю або розділити майно між своїми братами.
Повноправним членом громади вважається лише одружений чоловік. Поширені крос-кузенні шлюби. Хоча чоловіки можуть мати більше однієї дружини, більшість шлюбів є моногамними. В ідеалі жінки не повинні виходити заміж за чоловіків нижчої касти. В багатьох районах острова більшість шлюбів є ендогамними на рівні села. При виборі подружжя важливими є статки та особиста привабливість людини.
Правила розлучення можуть бути різними, але жінка, яка перебувала в шлюбі менше трьох років, зазвичай повертається до дому свого батька ні з чим. Якщо ж вона прожила в шлюбі більше трьох років і не була помічена в перелюбі, то отримує частину майна, яке подружжя нажило протягом шлюбу, але не має права спадку по чоловікові. Діти залишаються з батьком.
Кожна людина в балійців має текнонім, який вказує на її стать, касту та порядок народження. Тектонім змінюється після народження першої дитини. Всіх осіб одного покоління балійці називають батьком чи матір'ю, братом чи сестрою, дідусем чи бабусею або ж дітьми.
Соціальний контроль на рівні міста чи села здійснює поліція. На селі діє система штрафів для мешканців, які не відвідують збори чи групові роботи. Проте частіше застосовуються неформальні механізми покарання, такі як соціальний осуд та груповий тиск. Балійці уникають відкритого прояву конфліктів. Селяни, що перебувають у стані тривалої сварки, наприклад судові провадження стосовно спадщини, зазвичай намагаються уникати один одного. В той же час, конфлікти між селами в минулому приводили до воєн.

## Культура

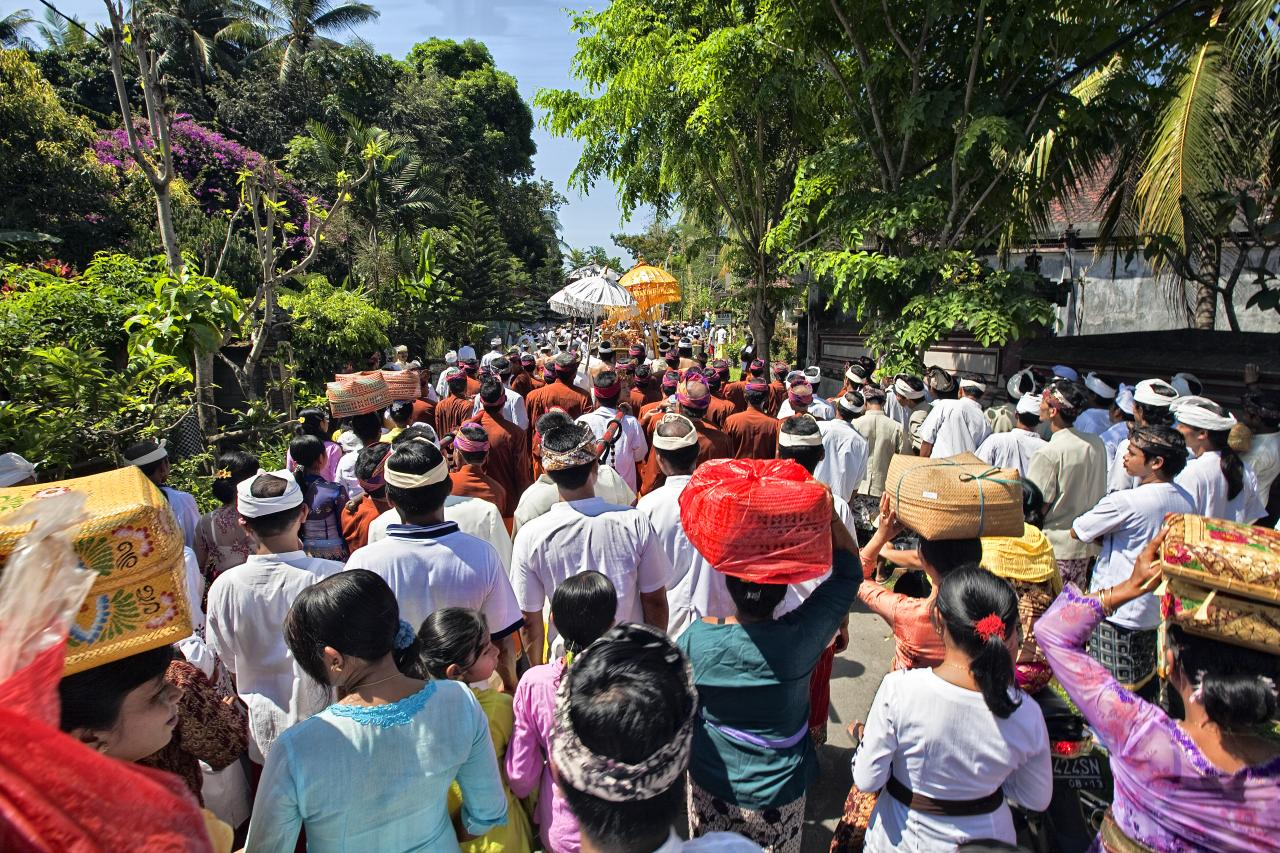
Балійська храмова церемонія

Балійці — народ давньої високої культури. Інтерес становлять лонтари (книги, написані на пальмових листках) з переказами вед й індонезійського епосу та з місцевими історичними хроніками.
Розвинені народне й професійне мистецтво: храмова архітектура, дерев'яна скульптура, декоративний живопис. На Балі поширені різні унікальні види декору, невіддільні від місцевої системи вірувань. Це зокрема рослинні орнаменти (патра), декоративні елементи у вигляді тварин (каранг), різноманітні геометричні форми: знаки у формі літери Т, свастики, ромби, трикутники, шестикутники, перехрещені лінії, «скручені мотузки» тощо. Кожен із них має символічне значення. Спочатку декоративні геометричні форми з'явилися на тканинах та одязі, зшитому з них, згодом — на архітектурних елементах. Рельєфне різьблення присутнє на стінах, стовпах, балках, порогах та дверях будинків, на вхідних воротах до двору.
Високого рівня досягло балійське мистецтво різьблення масок. Довгу історію має також живопис, що включає як символічні зображення й картини релігійного спрямування, так і натуралістичні картини світського характеру.
Балійці створили своєрідне танцювальне та музичне мистецтво. У кожному балійському селі є традиційний народний оркестр гамелан. Традиційні танці, відповідно до призначення, поділяються на священні танці тарі-валі, що супроводжують церемонії в храмах, танці тарі-бебалі, що розпочинають церемонії в храмі або на відкритому повітрі, та світські танці (тарі-балібаліган), що існують для розваги. Найбільш популярними формами балійських танців є легонг — елегантна пантоміма, що виконується юними дівчатками, барис — традиційний танок воїна, джаук — войовничий танок злого духа, пендет — танок, що символічно зображає обряд жертвоприношення, кечак — танок мавп за сюжетами «Рамаяни». Існує декілька стилів вокального мистецтва.
Балійські театральні жанри (топенг, арджа, ваянг-куліт) в основному відповідають яванським. Балійський театр — це суміш гриму, вокалу, музики, літератури й танцю.
До видів мистецтва, орієнтованих на туристів, належать живопис, різьблення, короткі світські вистави.

## Етнографічні групи
Балійці поділяються на дві основні групи: низинні балійці (балі-гінду, тобто балійці-індуїсти) й гірські балійці (балі-ага). Перші становлять основну масу народу, вони зазнали більшого зовнішнього впливу. Балі-ага розселені в значною мірою ізольованих внутрішніх районах острова, на них менше вплинула яванська індуїстська культура. Крім того, в окремих районах на узбережжі Балі живуть невеликі групи балійців-мусульман.
У багатьох аспектах соціокультурного життя балі-ага істотно не відрізняються від балі-гінду. В релігійному плані вони також приймають концепцію Тримурті, але більше шанують духів предків та духів природи й виконують власні звичаєві та релігійні церемонії. Суспільство гірських балійців відрізняється менш жорстким розшаруванням на касти.
Основним заняттям балі-ага є землеробство, проте вони не використовують зрошення полів. Основними продовольчими культурами є кукурудза та маніок. Маніок також є кормовою культурою. На продаж вирощують часник, цибулю, картоплю, капусту, квасолю, коріандр, каву, тютюн. Основним сільськогосподарським інструментом є мотика, деякі використовують плуг, запрягаючи волів. Займаються також торгівлею, рибальством, тримають худобу (корів, кіз, свиней).
З розвитком транспортних шляхів ізольованість внутрішніх районів щезає, посилюються контакти балі-ага зі сторонніми.
Лолоани — найбільша мусульманська громада серед балійців. Населяють більше десятка сіл в окрузі Джембрана на південному заході острова. Вважаються потомками мігрантів середини XVII ст. із Сулавесі, Калімантану та Малайського півострова, за походженням буги, макасари та малайці, з невеликою домішкою осіб арабського походження. Лолоани відрізняються від решти балійців не лише релігією, а й архітектурою житла (вони будують хати на палях, двері яких завжди спрямовані на схід, адже моляться вони обличчям на захід і не бажають, щоб їх при цьому турбували), його оздобленням, в якому переважає ісламський стиль, стилем одягу, особливо жіночого, який повинен відповідати мусульманським нормам тощо.
Ньяма-селам — ще одна група балійських мусульман, живуть у селі Пегаяман на півночі Балі (округ Булеленг). Вони вважаються потомками яванських солдатів, що поселилися тут у XV ст. Їхня культура демонструє суміш балійських, яванських та бугійських рис. Зазвичай використовують балійську мову середнього рівня, але молодь у спілкуванні зі старшими або сторонніми вживає високу мову. Унікальні культурні традиції ньяма-селам мають релігійне підґрунтя, вони стосуються особливостей чоловічого та жіночого одягу, заборони дівчатам самим виходити з дому, масштабного святкування дня народження Пророка Магомета, шлюбних традицій тощо. Займаються землеробством, вирощують каву, гвоздику, трохи рис. В селі немає базару, люди купують товари в лавках, у мандрівних торговців-індуїстів або ходять до сусіднього села.